# Hippoporella pusilla
Hippoporella pusilla is een mosdiertjessoort uit de familie van de Hippoporidridae. De wetenschappelijke naam van de soort is voor het eerst geldig gepubliceerd in 1873 door Smitt.